# Brooke Hanson
Brooke Hanson (ur. 18 marca 1978 w Manly), była australijska pływaczka, medalistka olimpijska i mistrzostw Świata.
Odznaczona Orderem Australii. W 2006 roku prowadziła program What's Good For You.

## Kariera
Hanson trenuje pływanie od czwartego roku życia. Była najmłodszą pływaczką australijskiej drużyny narodowej, która wzięła udział w igrzyskach Wspólnoty Narodów w 1994 roku. W 2004 roku, na Letnich Igrzyskach Olimpijskich zdobyła złoty medal w drużynowej konkurencji 4x100 metrów stylem zmiennym.

## Odznaczenia
- Order of Australia